# Kayser (Band)
Kayser ist eine 2004 gegründete Thrash-Metal-/Groove-Metal-Band aus Helsingborg, Schweden. Sie ist momentan bei dem Label Scarlet Records unter Vertrag.

## Bandgeschichte
Kayser wurden 2004 von  Christian „Spice“ Sjöstrand (Gesang, Ex-Spiritual Beggars), Matthias Svenson (Gitarre, The Defaced), Frederik Finnander (Gitarre) und Bob Ruben (Schlagzeug, ex-The Mushroom River Band) gegründet. Am 18. Januar 2005 nahmen sie ihr Debütalbum Kaiserhof in den Caesar Studios in Västra Karaby auf. Im Juni 2005 wurde es veröffentlicht.
2005 stieg Frederik Finnander aus und Jokke Petersen von Poseidon stieg als neuer Gitarrist ein. Dieser brachte seinen Bandkollegen Emil „Ewil“ Sandin als neuen Bassisten in die Gruppe. Nach einer EP 2006 erschien am 16. Oktober des gleichen Jahres das zweite Album Frame the World… Hang it on the Wall. Anschließend tourte die Gruppe mit Ektomorf.
2008 tourte Kayser als Vorband für Volbeat durch Europa.
Nach einer Schaffenspause von 8 Jahren brachten Kayser 2014 mit Read Your Enemy wieder ein Album auf den Markt.

## Musikstil
Kayser spielen laut eigener Aussage einen Stilmix aus Black Sabbath, Megadeth und Slayer. War das erste Album Kaiserhof noch ein reines Thrash-Metal-Album, so fanden sich auf Frame the World… einige Einflüsse aus dem Rock, die geprägt sind durch Christian „Spice“ Sjöstrands Vorgängerband Spiritual Beggars.

## Diskografie
- Kaiserhof (2005)
- Good Citizen (EP, 2006)
- Frame the World… Hang It on the Wall (2006)
- Read Your Enemy (2014)
- IV: Beyond the Reef of Sanity (2016)